# Halaelurus maculosus
Halaelurus maculosus — акула з роду Halaelurus родини Котячі акули. Інша назва «індонезійська плямиста котяча акула».

## Опис
Загальна довжина досягає 52,8 см. Голова відносно коротка, дещо широка, сплощена. Морда загострена. Очі невеличкі, веретеноподібні, з мигальною перетинкою. Розташовані високо на голові. За ними є крихітні бризкальця. Щічні горбики маленькі, розташовані під кутом. Ніздрі прикриті трикутними носовими клапанами. Рот відносно великий. Зуби розташовані у декілька рядків. Вони дрібні, з багатьма верхівками, з яких центральна є високою та гострою, бокові — маленькі. У неї 5 пар коротких зябрових щілин. Тулуб стрункий, довгий. Грудні плавці розвинені, широкі. Має 2 спинних плавця майже однакового розміру. Передній спинний плавець починається навпроти кінця черевних плавців, задній — кінця анального плавця. Після заднього спинного плавця майже кругла у поперечному розрізі. Черевні плавці низькі. Анальний плавець широкий. Відсутній постпологовий хребет між основою анального плавця за нижньою лопаттю хвостового плавця. Хвіст довгий, тонкий, гетероцеркальний.
Забарвлення світло-коричневе. На спині та боках присутні темно-коричневі хвилясті плями.

## Спосіб життя
Тримається на великій глибині, континентальному шельфі. Воліє до рифової місцини. Доволі млява і повільна акула. Полює переважно біля дна, є бентофагом. Живиться дрібними ракоподібними та невеличкою костистою рибою.
Статева зрілість настає у при розмірі 40 см. Це яйцекладна акула. Самиця відкладає 6-12 яєць. Інкубаційний період подовжений у тілі самиці, яка відкладає яйця з ембріонами, що досягли 5-6 см. Це своєрідний перехідний вид від яйцекладення до яйцеживородження.
Не є об'єктом промислового вилову. На чисельність впливає глибоководний вилов креветок, крабів та риби.

## Розповсюдження
Мешкає біля індонезійських островів Ява, Балі, Ломбок, а також в акваторії південних Філіппінських островів. Є відомості про виявлення окремих особин біля берегів Малайзії та північно-західної Австралії.